# Deuterophlebia nielsoni
Deuterophlebia nielsoni är en tvåvingeart som beskrevs av Kennedy 1958. Deuterophlebia nielsoni ingår i släktet Deuterophlebia och familjen Deuterophlebiidae.
Artens utbredningsområde är Kalifornien. Inga underarter finns listade i Catalogue of Life.